# Markus Fuchs
Markus Fuchs (n. 23 iunie 1955, Wängi⁠(d), cantonul Thurgau, Elveția) este un sportiv ce a reprezentat Elveția, medaliat olimpic. A participat la 5 ediții ale Jocurilor Olimpice (1988, 1992, 1996, 2000, 2004) în care a câștigat o medalie de argint.